# Australian Secret Intelligence Service
Pour les articles homonymes, voir ASIS.
Ne doit pas être confondu avec Australian Security Intelligence Organisation (ASIO)
L’Australian Secret Intelligence Service (ASIS) est le service de renseignements extérieur de l’Australie, dont le siège est à Canberra. Le service est l’équivalent de la DGSE française, de la CIA américaine et du SIS néo-zélandais, avec lesquels il collabore étroitement (l’ASIS dispose par exemple d’un bureau à Wellington). Cependant, son rôle est beaucoup plus restreint, la loi interdit au service de mener des opérations paramilitaires. 

## Missions

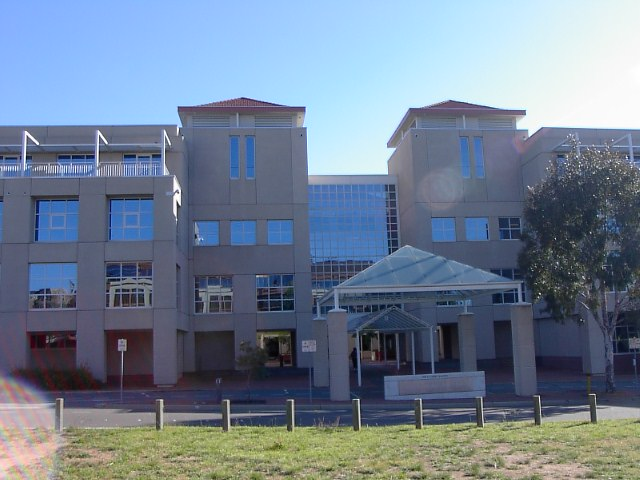
Vue sur le siège de l’ASIS à Canberra.

Il s’occupe entre autres de contre-terrorisme et de prévention de la prolifération des armes de destruction massive. L’ASIS est très actif en Asie et dans le Pacifique Sud. Il collabora également à Alliance Base.

## Historique
Il a été créé le 13 mai 1952 mais son existence n’a été révélée officiellement qu’en 1977 par Malcolm Fraser, alors Premier ministre. 
Le gouvernement australien autorise en 1971 l'ASIS a ouvrir une base à Santiago pour aider la CIA à déstabiliser le gouvernement chilien, ouvrant la voie au coup d'État d'Augusto Pinochet.

## Culture populaire
- Dans CHERUB, la série de livres de Robert Muchamore, plusieurs agents font partie de l'ASIS.
- Dans la série télévisée Arrow, Slade Wilson faisait partie de l'ASIS et avait pour mission de libérer un prisonnier[3] avec son partenaire, Bill Wintergreen, et de donner les coordonnées d'un camp mercenaire pour une frappe aérienne[4].